# Paul-Jean Toulet
Pour les articles homonymes, voir Toulet.
 (août 2015).
Si vous disposez d'ouvrages ou d'articles de référence ou si vous connaissez des sites web de qualité traitant du thème abordé ici, merci de compléter l'article en donnant les références utiles à sa vérifiabilité et en les liant à la section « Notes et références ».
Paul-Jean Toulet, né à Pau (Basses-Pyrénées) le 5 juin 1867 et mort à Guéthary (Basses-Pyrénées) le 6 septembre 1920, est un écrivain et poète français, célèbre pour ses Contrerimes, une forme poétique qu'il a créée.

## Biographie
Paul-Jean Toulet perd sa mère à sa naissance. Tandis que son père regagne l'île Maurice, il est confié à un oncle de Billère en périphérie de Pau. Après l'obtention du baccalauréat, il séjourne trois ans à l'île Maurice où se sont installés ses parents (1885-1888) puis un an à Alger (1888-1889), où il publie ses premiers articles. Il arrive à Paris en 1898. L'année suivante il rencontre la romancière Yvonne Vernon (Noby) avec qui il a une liaison ; le couple échange de nombreuses lettres.
C'est là qu'il se forme véritablement, sous la tutelle de Willy, dont il est l'un des nombreux nègres littéraires, notamment pour Maugis en ménage. Colocataire du futur prince des gastronomes, Curnonsky, il fréquente les salons mondains et les boudoirs demi-mondains qu'il évoque dans Mon amie Nane. Il travaille beaucoup et se livre à divers excès, dont l'alcool et l'opium. Il collabore à de nombreuses revues, dont la Revue critique des idées et des livres de Jean Rivain et Eugène Marsan. De novembre 1902 à mai 1903, il effectue un voyage qui le mène jusqu'en Indochine.
Il quitte définitivement Paris en 1912 pour s'installer chez sa sœur, à Saint-Loubès, au château de la Rafette, où leur tante maternelle vit avec son mari Aristide Chaline, qui a racheté le château. Paul-Jean est un familier des lieux, qui auront l'honneur de plusieurs Contrerimes. Puis il s'installe à Guéthary, où il se marie. Ses dernières années sont assombries par la maladie. Pendant ce temps, un groupe de jeunes poètes, dont Francis Carco, Jean Pellerin et Tristan Derème, prenant son œuvre en modèle, s'appellent « poètes fantaisistes ».
Les fameuses Contrerimes paraissent à partir de la fin des années 1900 dans des revues et dans le corps des romans de Toulet. Un premier projet de les réunir en volume est retardé par la guerre de 1914-1918. Le livre ne parait finalement que quelques mois après la mort de l'auteur. Il contient, outre des contrerimes, des poèmes d'autres formes, dont ce dixain :
| Puisque tes jours ne t'ont laissé Qu'un peu de cendre dans la bouche, Avant qu'on ne tende la couche Où ton cœur dorme, enfin glacé, Retourne, comme au temps passé, Cueillir, près de la dune instable, Le lys qu'y courbe un souffle amer, - Et grave ces mots sur le sable : Le rêve de l'homme est semblable Aux illusions de la mer. |

Dans le domaine théâtral, Paul-Jean Toulet compose avec des amis (Martin et Cotoni) un à-propos en vers, La Servante de Molière, dont le texte est perdu, mais qui est représenté au Théâtre des Nouveautés d'Alger (alors que le poète y réside), et qu'il s'amuse à éreinter lui-même dans Le Moniteur. Il fait également représenter une comédie en prose, Madame Josephe Prudhomme, dont il est l'unique auteur.
Paul-Jean Toulet a, dès 1902, un projet avec Claude Debussy autour de Comme il vous plaira (As you like it) de William Shakespeare. Debussy est désireux d'y revenir en 1917, mais la maladie du compositeur n'en permettra pas la réalisation.

## Œuvre
- Monsieur du Paur, homme public (1898, édition revue en 1920)
- Le Mariage de Don Quichotte (1902)
- Les Tendres Ménages (1904)
- Mon amie Nane (1905, édition augmentée en 1922)
- Comme une Fantaisie (1918)
- La Jeune Fille verte (1920)

### Publications posthumes
- Les Contes de Béhanzigue (1920, édition augmentée en 1921)
- Les Contrerimes (1921)
- Le Souper interrompu (théâtre, 1922)
- Les Trois Impostures (1922). Rééd. en 1929, Ed. Émile-Paul, Paris, ill. d'Hermine David.
- Les Demoiselles La Mortagne (1923)
- Notes d'art (1924)
- Quatre contes (1925)
- Notes de littérature (1926)
- Le Carnet de Monsieur du Paur (1927)
- Lettres à soi-même (1927, augmentée en 1950)
- Un conte et des histoires (1927)
- Journal et voyages (1934)
- Vers inédits (1936)
- Nostalgies (Le Divan, 1949)
- Lettre de Paris (Juin 1909) (1953)
- Huit lettres inédites avec un testament (1996)

### Traduction
- Le Grand Dieu Pan, d'Arthur Machen (parution française, éd. de La Plume, 1901)

### Correspondance
- Paul-Jean Toulet, Correspondance avec un ami pendant la guerre, Paris, Le Divan, 1922
- Lettres à Madame Bulteau (1924)
- Conseils à un filleul (1927)
- Correspondance de Claude Debussy et Paul-Jean Toulet (1929)
- Lettres de Paul-Jean Toulet à Henri de Régnier (1955)

### Publications en revues
- Chroniques dans La Vigie algérienne et dans le Charivari Oranais en 1889
- Sonnets dans La Revue algérienne en 1889 et 1890
- « Entr'Actes » dans La Revue Blanche en 1898 (repris dans Vers inédits)
- Divers textes signés Maxy dans La Vie parisienne en 1900, 1902, 1903 et 1904 (repris dans Mon amie Nane)
- Imogène et Sylvère ou Les Dangers de la Capitale en feuilleton dans La Vie parisienne en 1902 et signé Maxy (repris dans Les Tendres Ménages)
- Divers textes dans La Vie parisienne de 1905 à 1907 (repris dans Les Demoiselles La Mortagne)
- « Pensées sauvages » signées Pierre Bénigne dans La Vie parisienne de 1905 à 1907
- « Propos d'Entr'Actes » signés Pierre Bénigne dans La Vie parisienne de 1905 à 1907
- La Princesse de Colchide : publié en feuilleton dans Le Témoin à partir du 28 mai 1910 (repris dans Comme une fantaisie)
- « Entr'Actes » dans Les Marges en 1912 (repris dans Notes de littérature)
- Nombreux poèmes (dont des contrerimes) dans diverses revues à partir de 1910
- etc.

### Rééditions modernes
- La jeune fille verte, Éditions Le Livre Contemporain, 1953, illustré par Pierre-Eugène Clairin
- Les Contrerimes, édition de Michel Décaudin, Poésie/Gallimard, 1979
- De nombreux titres en 10/18, 1985 et 1986
- Œuvres complètes, édition présentée et annotée par Bernard Delvaille, éditions Robert Laffont, Bouquins, 1986
- La jeune fille verte, Fleuron, 1995
- Monsieur du Paur, homme public, Ombres, 1999
- Mon amie Nane, La Table Ronde, 1999
- Lettres à soi-même, Éditions du Sandre, 2005 (reproduit le texte de la première édition)
- Paul-Jean Toulet et Claude Debussy, Correspondance, Paris, Éditions du Sandre, 2005, 132 p.  (ISBN 2-914958-20-X))
- Les Contrerimes, édition de Jean-Luc Steinmetz, GF, 2009 (contient en outre la section « Nouvelles contrerimes » des Vers inédits)
- Touchante histoire de la jeune femme qui pleurait, Éditions de l'Arbre vengeur, 2010 (extrait de Quatre contes)
- Carnet d'Indochine, Phileas Fogg, 2013 (extrait de Journal et voyages)

## Postérité
Le Souper interrompu est joué pour la première fois au Théâtre de Monte-Carlo le 4 décembre 1928 puis, à Paris, le 27 mai 1944 au théâtre du Vieux-Colombier, au même programme que la création de Huis clos de Jean-Paul Sartre.
Georges Bernanos évoque son souvenir dans les premiers mots de son premier roman Sous le soleil de Satan (« Voici l'heure du soir, qu'aima P. J. Toulet… »).
Frédéric Beigbeder place deux œuvres de Paul-Jean Toulet (Mon amie Nane et Les Contrerimes) dans le "top-100" de ses livres préférés que constitue Premier bilan après l'Apocalypse (la fréquentation des œuvres de Toulet par Beigbeder est liée à leur origine commune : le poète était, comme Jammes ou Valéry, une des relations de ses grands-parents à Pau puis à Guétary[réf. nécessaire]).
Le poème En Arles est dit par Jean Rochefort dans le film L'Homme du train (2002).
Simon Leys l'inclut dans son anthologie « Le mer dans la littérature française » parue en 2003.
Le groupe français Alcest reprend le texte de son poème Sur l'océan couleur de fer sur le titre homonyme paru sur l'album Écailles de Lune (2010).
En 2019, Daniel Auteuil met en chansons plusieurs poèmes de Toulet dans un spectacle musical et dans son album Si vous m'aviez connu.
Un prix littéraire porte le nom de Paul-Jean-Toulet.